# Nelotanserin
Nelotanserin (APD-125) je lek koji deluje kao inverzni agonist na serotoninskom receptoru . Tokom kliničkih ispitivanja je pokazano je da je efektivan i dobro tolerisan, ali je razvoj prekinut 2008 jer supstanca nije u dovoljnoj meri proizvela željeni ishod ispitivanja. Istraživanja se nastavljaju na novim analozima koji potencijalno mogu da budu uspešni.